# Notă muzicală
Acest articol este doar o introducere. Pentru o descriere amănunțită v. Notație muzicală.
Notele muzicale sunt o reprezentare grafică a sunetelor muzicale; se folosesc la notația în scris a pieselor de muzică. Notele reprezintă pentru muzică ceea ce literele reprezintă pentru vorbire. 
Reprezentarea înălțimilor sonore în sistemul tradițional de notație se face după cerințele (principiile) temperanței sonore, pornindu-se de la ideea că semiton este cel mai mic interval. Prin locul pe care îl ocupă pe portativ, notele determină înălțimea sunetelor:
Notele muzicale se reprezintă de obicei cu ajutorul unor ovale (goale sau pline) și se scriu și pe liniile portativului și pe spațiul dintre linii, notele mai grave (mai joase) ocupând primele linii sau primele spații de jos. Liniile și spațiile portativului se numerotează de jos în sus, 5 linii și 4 spații. Dacă liniile portativului nu sunt suficiente pentru notarea unor note foarte grave sau foarte acute (înalte) se pot folosi linii suplimentare cu o lungime adecvată imaginii (ovalului) notei:

Sunetele dintre 2 note, intermediare, se notează prin alterarea sunetelor de bază (naturale). Pentru acest lucru se folosesc semne de alterație.
Prin forma lor grafică (notă întreagă, doime, pătrime, optime etc.), notele redau și durata fiecărui sunet în raport cu celelalte:

Denumirile notelor de la do la si se folosesc și pentru reprezentarea sunetelor de dinafara octavei centrale (octava mică, octava mare etc. pentru sunetele mai grave și octava 1, a 2-a etc. pentru sunetele mai acute), întrucât în celelalte octave valorile muzicale ale sunetelor se repetă. 
Denumirile notelor muzicale folosite în prezent se trag dintr-un acrostih.
Este vorba de Solmisation-ul lui Guido d'Arezzo (995-1050, Italia) care a preluat acrostihul unui vechi cântec religios latin consacrat lui Ioan Botezătorul cu titlul Sancte Iohannes:
Utqueant laxis
Resonare fibris
Mira gestorum
Famuli quorum
Solve polputi
Labii reatum
Sancte Iohannes
rezultând denumirile notelor muzicale (ut, re, mi, fa, sol, la și si).
Deoarece ut era greu de pronunțat, în secolul al XVII-lea a fost înlocuit cu do (de Giovanni Doni care a folosit primele două litere ale numelui său), formă în care gama este cunoscută în continuare.